# Bustvåltjärnen
Bustvåltjärnen är en sjö i Härjedalens kommun i Härjedalen och ingår i Göta älvs huvudavrinningsområde. Sjön har en area på 0,125 kvadratkilometer och ligger 768,3 meter över havet. Bustvåltjärnen ligger i Rogen Natura 2000-område.

## Delavrinningsområde
Bustvåltjärnen ingår i det delavrinningsområde (692030-131930) som SMHI kallar för Utloppet av Bustvåltjärnen. Medelhöjden är 824 meter över havet och ytan är 0,95 kvadratkilometer. Det finns inga avrinningsområden uppströms utan avrinningsområdet är högsta punkten. Vattendraget som avvattnar avrinningsområdet har biflödesordning 2, vilket innebär att vattnet flödar genom totalt 2 vattendrag innan det når havet efter 718 kilometer. Avrinningsområdet består mestadels av skog (52 procent) och kalfjäll (35 procent). Avrinningsområdet har 0,12 kvadratkilometer vattenytor vilket ger det en sjöprocent på 12,9 procent.